# 京都市立花背小中学校
京都市立花背小中学校（きょうとしりつ はなせしょうちゅうがっこう）は、京都市左京区にある市立の義務教育学校。花脊峠以北に存在した別所小学校・八枡小学校・堰源小学校・花背第一中学校・花背第二中学校・堰源中学校の統合により創立された。

## 概要
創立から2018年3月まで、京都市立小学校条例及び京都市立中学校条例による学校名は「京都市立花背小学校」及び「京都市立花背中学校」であり、二つの学校の敷地・建物・運営が一体化されている小中一貫校であった。

## 沿革
- 2007年（平成19年）4月 - 京都市立花背小中学校として創立
- 2018年（平成30年）4月 - 義務教育学校に移行

## 校歌
- 作詞
- 作曲

## 校区
- 花背山の家

## 交通アクセス
- 京都バス広河原線 大布施（おふせ）停留所より国道477号線を南西（京北区方面）に50m